# Фантилли, Адам
Адам Фантилли (итал. Adam Fantilli; род. 12 октября 2004, Торонто) — канадский хоккеист, центральный нападающий клуба НХЛ «Коламбус Блю Джекетс» и сборной Канады. Чемпион мира 2023 года. 
На драфте НХЛ 2023 года был выбран в 1-м раунде под общим 3-м номером клубом «Коламбус Блю Джекетс».

## Карьера

### Клубная

#### Молодёжная
На юниорском уровне в течение двух сезонов играл за «Чикаго Стил»; по итогам сезона 2021/22 он заработал 74 очка, забив 37 голов и оформив 37 голевых передач. Этим результатом он сравнялся с Кайлом Коннором, став одним из результативных игроков за год до выбора на драфте и был включен в Первую команду звёзд USHL.
По окончании сезона перешёл в «Мичиган Вулверинз», команду, представляющую Мичиганский университет. По итогам первого сезона за «Вулверинз» он заработал 65 очков, став лучшим бомбардиром по итогам регулярного сезона, а также входил в команды звёзд и получил награду «Лучший первокурсник сезона». В турнире Большой десятки Фантилли стал лучшим бомбардиром турнира с 11 очками и помог команде выиграть турнир, а также получил Приз Тима Тэйлора и Приз Хоби Бейкера, которые вручаются лучшим игрокам по итогам сезона.

#### НХЛ
На драфте НХЛ 2023 года был выбран в 1-м раунде под общим 3-м номером клубом «Коламбус Блю Джекетс». Через три дня, 1 июля подписал с «Блю Джекетс» трёхлетний контракт новичка. Дебютировал в НХЛ 12 октября 2023 года в матче с «Филадельфией Флайерз», в котором заработал первые очки в НХЛ; матч закончился со счётом 4:2 в пользу «Флайерз» 21 октября забросил в матче с «Миннесотой Уайлд» свою первую шайбу в НХЛ; матч закончился победой «Блю Джекетс» в овертайме со счётом 5:4.
22 января 2025 года в матче регулярного чемпионата с «Торонто Мейпл Лифс» Фантилли оформил первый хет-трик в своей карьере; «Блю Джекетс» выиграли матч со счётом 5:1.

### Международная
В составе юниорской сборной Канады играл на ЮЧМ-2022; на турнире заработал 6 очков, а канадцы завершили борьбу на турнире, проиграв в 1/4 финале сборной Финляндии в овертайме со счётом 6:5.
В составе молодёжной сборной играл на МЧМ-2023; на турнире заработал 5 очков, а канадцы стали чемпионами мира. В том же году играл за сборную Канады играл на ЧМ-2023; на турнире заработал 3 очка, а канадцы стали чемпионами мира, что сделало Фантилли вторым канадцем после Джонатана Тэйвза, который в один год выиграл и молодёжный и взрослый чемпионат мира.

## Статистика

### Международная
| Год                                     | Сборная                                 | Турнир                                  | Место                                   |    | И | Г | П  | О  | Ш |
| --------------------------------------- | --------------------------------------- | --------------------------------------- | --------------------------------------- | -- | - | - | -- | -- | - |
| 2022                                    | Канада (юн.)                            | ЮЧМ                                     | 5                                       | 4  | 1 | 5 | 6  | 0  |   |
| 2023                                    | Канада (мол.)                           | МЧМ                                     | 1                                       | 7  | 2 | 3 | 5  | 4  |   |
| 2023                                    | Канада                                  | ЧМ                                      | 1                                       | 10 | 1 | 2 | 3  | 29 |   |
| Всего на юниорском и молодёжном уровнях | Всего на юниорском и молодёжном уровнях | Всего на юниорском и молодёжном уровнях | Всего на юниорском и молодёжном уровнях | 11 | 3 | 8 | 11 | 4  |   |
| Всего за сборную Канады                 | Всего за сборную Канады                 | Всего за сборную Канады                 | Всего за сборную Канады                 | 10 | 1 | 2 | 3  | 29 |   |